# Hymenophyllum le ratii
Hymenophyllum le là một loài dương xỉ trong họ Hymenophyllaceae. Loài này được Rosenst. mô tả khoa học đầu tiên năm 1910.
Danh pháp khoa học của loài này chưa được làm sáng tỏ. 